# Lylyjärvi (sjö i Finland, Södra Savolax)
Lylyjärvi är en sjö i Finland. Den ligger i kommunen S:t Michel i landskapet Södra Savolax, i den södra delen av landet, 230 km nordost om huvudstaden Helsingfors. Lylyjärvi ligger 111,8 meter över havet. Den är 2 meter djup. Arean är 2,03 kvadratkilometer och strandlinjen är 11,91 kilometer lång. Sjön  ingår i Vuoksens huvudavrinningsområde.   I omgivningarna runt Lylyjärvi växer i huvudsak blandskog.
I övrigt finns följande i Lylyjärvi:
- Outilansaari (en ö)
- Kontinsaari (en ö)